# Gilmer megye (Nyugat-Virginia)
Gilmer megye az Amerikai Egyesült Államokban, azon belül Nyugat-Virginia államban található. Megyeszékhelye és legnagyobb városa Glenville. Lakosainak száma 7408 fő (2020. április 1.). Gilmer megye Doddridge, Lewis, Braxton, Calhoun és Ritchie megyékkel határos.

## Népesség
A megye népességének változása:
| Lakosok száma | 8711 | 8739 | 8741 | 8672 | 8518 | 7408 |
|               | 2010 | 2011 | 2012 | 2013 | 2015 | 2020 |